# András Schiff
András Schiff, född 21 december 1953, är en ungerskfödd brittisk pianist, som har belönats med många priser, bland annat en Grammy och gjort många skivinspelningar.